# Caulokaempferia satunensis
Caulokaempferia satunensis là một loài thực vật có hoa trong họ Gừng. Loài này được Picheans. mô tả khoa học đầu tiên năm 2007.